# Medaglia d'onore della gioventù e dello sport
La medaglia d'onore della gioventù e dello sport (in francese médaille d'honneur de la jeunesse et des sport)  è una decorazione istituita in Francia il 14 ottobre 1969.
Viene attribuita agli individui, sia francesi che stranieri, che si siano particolarmente distinti nel campo dell'educazione fisica e dello sport, delle attività giovanili e socio educative, nei campi estivi e attività all'aperto. La medaglia è di tre diversi gradi e varia a seconda del periodo di attività:
Oro: 20 anni di anzianità
Argento: 12 anni di attività
Bronzo: 8 anni di attività
I due gradi più alti vengono assegnati dal ministro competente e il più basso dal prefetto regionale.
Prima dell'attribuzione delle medaglie viene consegnato il Diploma di congratulazioni.

## Insegne
La medaglia è tonda con un diametro di 27 mm ed realizzata in oro e argento dorato (per la classe più alta), argento e bronzo. Sul fronte viene rappresentato il fregio della repubblica francese con la scritta Gioventù e Sport mentre sul retro sono si trovano le scritte Repubblica francese e Pace e Lavoro. L'anello è formato da una testa di leone.
Il nastro misura 35 mm ed è diverso a seconda dei gradi:
blu chiaro con bordo giallo-oro e un rosone per la medaglia d'oro
blu chiaro con bordo giallo-oro per la medaglia d'argento
blu chiaro con strisce blu scuro per la medaglia di bronzo
| Nastri |         |        |
| Oro    | Argento | Bronzo |